# 塩崎新城
塩崎新城（しおざきしんじょう）または赤沢城（あかざわじょう）は長野県長野市篠ノ井塩崎にあった日本の城（山城）である。

## 概要
別名「赤沢城」とも呼ばれ、信濃守護であった小笠原氏（貞宗）の配下である赤沢氏の支配する城。大塔合戦から3年後の応永10年（1403年）村上満信を盟主とする国人一揆党が再び反抗して立て篭もった。そして室町幕府が攻撃して落城させたと言われている。
戦国時代には、この一帯を支配した塩崎氏が天文22年（1553年）武田方に仕えたことによって、約1キロメートル北の塩崎城と共に武田軍の川中島への進出拠点として利用された。
天正10年（1582年）7月13日上杉景勝が直江兼続、大国実頼、泉澤久秀らを率いて清野鞍掛山麓から「赤澤山」に「御陣営を居被り、御旗本麓の抑えに備え」とあり直江兼続は鞍骨山頂に「紺地の日の丸御晃を建て」ている。これは武田氏が織田氏に滅ぼされて生じた天正壬午の乱によって無主となった川中島に北条氏が佐久郡方面から侵攻し小県郡の諸将を率いて北上。海津城の春日信達にも調略が及んだための軍事行動とされ、川中島への入り口を東西から絞り込んで狭隘路を塞いでいる。（覚上公御代御書集）
なお城跡近くには越将軍塚古墳がある。